# Cloche de plongée
La cloche de plongée (anglicisme : diving bell), ou plus exactement en français cloche à plongeur ou cloche de plongeur, est l'un des plus anciens équipements permettant d'effectuer des travaux, des expériences ou des explorations sous l'eau.
Le dispositif consiste à descendre verticalement dans l'eau à l'aide d'un câble reliant une chambre qui se présente avec ou sans plancher : la chambre est dite fermée ou ouverte. Elle emprisonne un volume d'air suffisant à l'activité d'une ou plusieurs personnes ; celle-ci pouvant se prolonger si l'air peut être renouvelé, ce qui est le cas avec les appareillages modernes.
Ce type de matériel est actuellement largement utilisé pour véhiculer du matériel et du personnel entre la surface et des zones de travail sub-aquatiques (chantiers d'élévation et d'entretien des ponts, câbles subaquatiques, exploration pétrolière, océanographie, constructions lacustres, etc.).

## Histoire

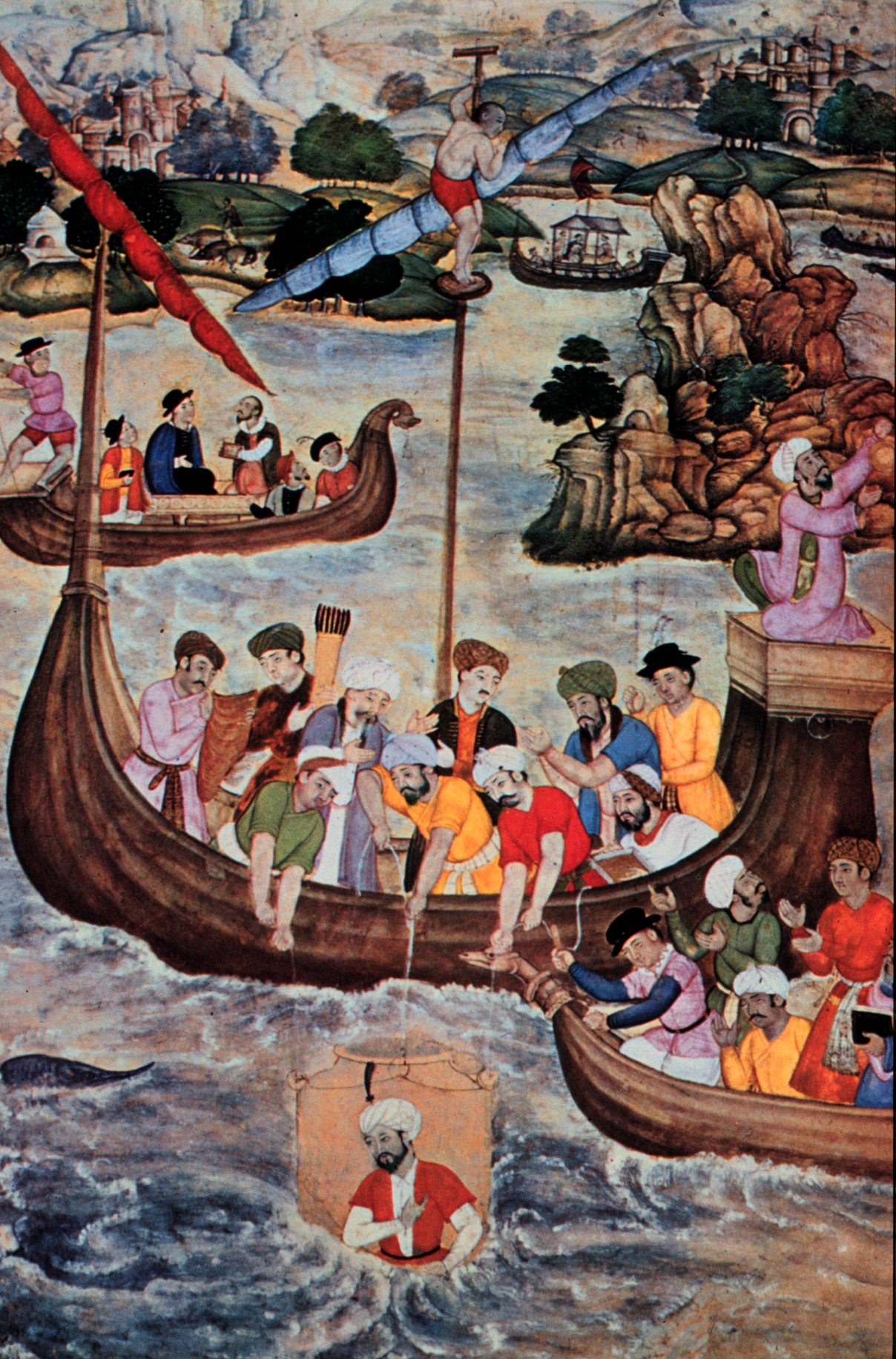
Alexandre le Grand (Iskander) dans sa colympha (miniature persane du XVIe siècle).

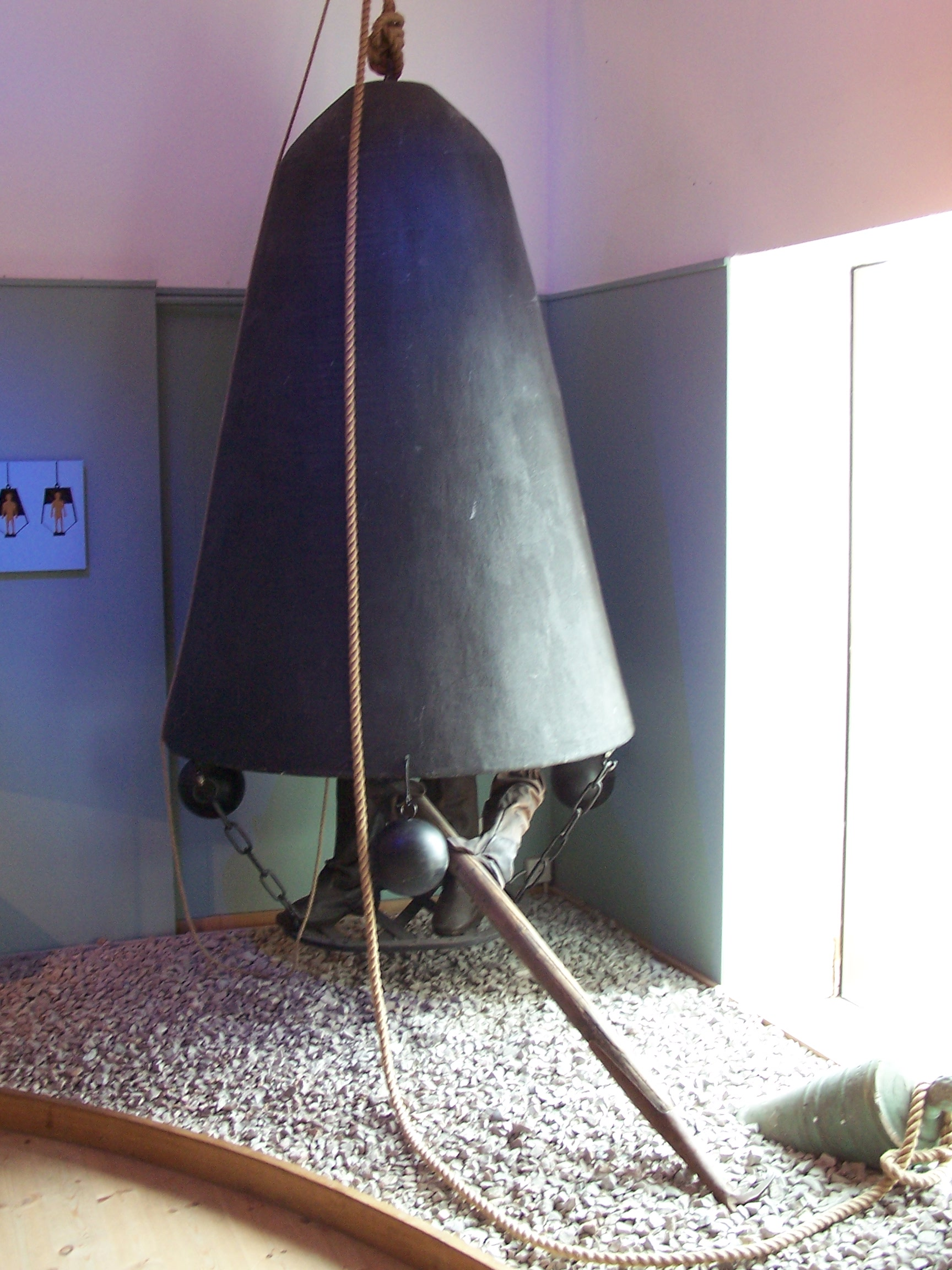
Cloche à plongeur de la fin du XVIIe siècle ayant servi à récupérer les canons du Kronan (Suède, musée de la Marine de Karlskrona).

Une forme de dispositif similaire aurait été utilisée durant l'Antiquité par Alexandre le Grand en 322 av. J.-C., lequel était conseillé par Aristote. Baptisé colympha, l'engin était selon la légende formé d'un grand tonneau percé de plaques de verre, grâce auquel le souverain aurait exploré les fonds méditerranéens à plusieurs mètres de la surface. Cet épisode, qui appartient à la geste d'Alexandre, est présent dans l'iconographie syriaque puis se diffuse en Occident,.
En 1562, paraît à Venise, l'essai illustré Regola generale di soleuare ogni fondata naue & nauilii con ragione (Règles de la nage et de la navigation) par Niccolo Tartaglia : les gravures montrent de nombreux dispositifs de plongée dont des cloches et des casques de scaphandres primitifs (en verre).
En 1616, l'inventeur et alchimiste Franz Kessler (en) dessine une première cloche de plongée en bois mais la durée d'immersion dépend de la quantité d'air contenu dans l'habitacle.
En 1678, un médecin Lyonnais, le Docteur Panthot, qui a accompagné les troupes de Louis XIV en Catalogne publie dans le Journal des Scavants une relation sur l'usage d'une cloche à plongeurs en Catalogne, près du port de Cadaqués et la récupération de "milliers de piastres éschouéz devenues noires comme du fer" par les espagnols sur des épaves de galions coulées devant ce port. Il apparaît à la lecture de ce texte que l'usage de la cloche à plongeurs était une procédure régulière pour la marine espagnole du XVIIe siècle.
Il précise que, les troupes françaises ayant conquis Cadaqués poursuivirent « fort agréablement cette occupation » grâce à des plongeurs apnéistes maures dont les capacités physiques apparaissent remarquables. Le texte intégral en a été republié dans un ouvrage paru en 1910, y compris les assertions facétieuses des deux plongeurs maures qui, questionnés par le Dr Panthot, assuraient (sérieusement… ou pas ?) "que les requins ne mangeoient que des hommes blancs et que la chair des hommes noirs ne leur faisoit point envie".
En 1690, le physicien Edmond Halley perfectionne l'invention de Kessler et fabrique une « cloche à plongeur » permettant d'amener deux personnes à 50 pieds (18 mètres) de profondeur. Le système, alimenté en air grâce à des réserves d'air, sera perfectionné par Spalding, puis par John Smeaton en 1786, qui l'applique le premier aux constructions sous marines (digues, piles de pont…) jusqu'à l'invention de scaphandres fiables. Au même moment, Denis Papin expérimente un prototype de caisson, en forme de tonneau, dans lequel, grâce à une pompe à air centrifuge, et à deux tuyaux de cuir maintenus à la surface de l'eau par une vessie flottante, l'air circule. Une pompe à eau permet de faire entrer, ou sortir le dernier complément de lest, pour plonger ou refaire surface. Ce dispositif, équipé d'un baromètre, mesure la pression de l'eau à l'extérieur.
Vers la fin du 18e siècle apparait une cloche à plongeur individuelle "portative", inventée par un certain Fréminet : Il s'agit d'une sorte de grand seau avec des hublots de verre portée sur la tête et les épaules par un unique plongeur et alimentée, comme la machine de Denis Papin par une pompe de surface et des tuyaux d'alimentation : Cette " machine hydrostatergatique" (son nom initial) est en fait le premier scaphandre individuel qui dérive donc directement de la cloche à plongeurs multiplace. Elle a été recrée au cinéma pour le film Ridicule (Patrice Lecomte 1996), on y voit la courageuse Mathilde de Bellegarde (Judith Godrèche) échapper de peu à la noyade en l'expérimentant dans un puits.
Au tournant du XIXe siècle, les « hydrostats » — comme on les appelait — permettant de stationner en profondeur, sont dans la continuité directe des cloches de plongeur et donne naissance au fil du temps à des appareils de plus en plus perfectionnés capables d'atteindre les grands-fonds, tandis que les bateaux submersibles, cherchant à devenir mobiles puis autonomes, engendrent les sous-marins.
En mai 1939, pour la première fois, une cloche de plongée mise au point et dirigée par Charles Momsen, permet de sauver la majorité des hommes d'équipage bloqués dans un sous-marin, le Squalus.

## Principe
Le principe fondamental sur lequel repose ce dispositif est l'hydrostatique, en rapport avec la mécanique des fluides développée d'abord par Archimède, puis à l'époque moderne, par Simon Stevin et Blaise Pascal (cf. le principe de Pascal).